# André Schürrle
André Schürrle (Ludwigshafen, 1990. november 6. –) világbajnok labdarúgó. Posztja csatár.

## Pályafutása

### Klubokban
Schürrle szülőhazájában, a Ludwigshafener SC ifiakadémiáján kezdte el pályafutását. 10 év után a mainzi utánpótláscsapat figyelte meg tehetségét, itt több mint 3 évet játszott, csapatával megnyerte a Német Ifjúsági Kupát is. 2009 augusztusában, a szezon legelején bemutatkozott a felnőttek között a Bayer Leverkusen csapata ellen, a mérkőzés végeredménye 2-2 lett. Nem sokkal a meccs után, pontosan szeptember 19-én ő szerezte az első 2 gólt a VfL Bochum ellen, a mérkőzést a csapata 3-2-re nyert meg. Ezek után még ebben a hónapban a Leverkusen vezetősége megkereste a fiatal csatárt, és megállapodtak vele egy 5 éves szerződésben, potom 8 millió euróért csábították el a mainzi egyesülettől.
2013-ban a Chelsea-be igazolt, ahol remek teljesítménye ellenére kevés játéklehetőséghez jutott. José Mourinho 2015 januárjában úgy döntött eladja, így finanszírozni tudja a Fiorentinából igazolt Juan Cuadrado kivásárlási árát. Sok csapat jelentkezett be a német támadóért, a 32 milliós átigazolási összeget a Wolfsburg fizette ki, ahol korábbi csapattársa Kevin de Bruyne is játszik.

### Válogatott
Schürrle először hazája U19-es válogatottjában tűnt fel, Luxemburg ellen debütált, csapata 3-0-ra nyerni tudott.
A mainzi egyesületben kimagaslóan teljesített, ezért is került be hamarabb az U21-es válogatottba, azóta 4 mérkőzésen szerepelt és 3 gólig jutott. Az első gólját San Marino ellen szerezte, Németország nyert fölényesen, 11 gól előnnyel.
2010 novemberében váratlan fordulat következett be Schürrle életében, ugyanis meghívót kapott a nagycsapatba. Svédország ellen debütált kortársával, Mario Götzével együtt. Az első gólját az uruguayi válogatott elleni barátságos mérkőzésen szerezte, a meccset a németek nyerték 2:1-re. Az első után mindjárt jött a második gólja is, az Európa-bajnokság selejtezősorozatában Azerbajdzsán ellen volt először eredményes. A németek 3:1-re nyerték a meccset, Schürrle lőtte a németek harmadik gólját. A következő meccse hozta a következő gólt is. A Brazília ellen 3:2-re megnyert meccsen ő lőtte a németek harmadik gólját. Az osztrákok ellen 6:2-re megnyert Európa-bajnokság selejtezőjében a németek ötödik gólját szerezte, majd a belgák ellen a selejtezők zárómeccsén talált be a belgák kapujába, a második német gólt szerezve. 2014. július 13-án, a német válogatott tagjaként világbajnoki aranyérmet szerzett. Nem kis szerepet vállalt a világbajnokságon, az elődöntőben két góllal segítette csapatát, akik végül 7:1-re legyőzték a házigazda Brazíliát, majd a döntőben, a rendes játék idő letelte után a 113. percben gólpasszal ajándékozta meg, a csereként beálló Mario Götzét, akik így 1:0-ra legyőzték Argentínát, és megnyerték a 2014-es világbajnokságot.

### Visszavonulása
A világbajnok André Schürrle 29 évesen bejelentette visszavonulását, miután szerződést bontott a Borussia Dortmunddal.

## Pályafutásának statisztikái
2018. március 8. szerint
| Klub              | Szezon            | Bajnokság | Bajnokság | Kupa     | Kupa | Ligakupa | Ligakupa | UEFA     | UEFA | Egyéb    | Egyéb | Összesen | Összesen |
| Klub              | Szezon            | Mérkőzés  | Gól       | Mérkőzés | Gól  | Mérkőzés | Gól      | Mérkőzés | Gól  | Mérkőzés | Gól   | Mérkőzés | Gól      |
| ----------------- | ----------------- | --------- | --------- | -------- | ---- | -------- | -------- | -------- | ---- | -------- | ----- | -------- | -------- |
| Mainz 05          | 2009–10           | 33        | 5         | 1        | 0    | —        | —        | —        | —    | —        | —     | 34       | 5        |
| Mainz 05          | 2010–11           | 33        | 15        | 1        | 0    | —        | —        | —        | —    | —        | —     | 34       | 15       |
| Összesen          | Összesen          | 66        | 20        | 2        | 0    | —        | —        | 0        | 0    | —        | —     | 68       | 20       |
| Bayer Leverkusen  | 2011–12           | 31        | 7         | 1        | 1    | —        | —        | 8        | 1    | —        | —     | 40       | 9        |
| Bayer Leverkusen  | 2012–13           | 34        | 11        | 3        | 1    | —        | —        | 6        | 2    | —        | —     | 43       | 14       |
| Összesen          | Összesen          | 65        | 18        | 4        | 2    | —        | —        | 14       | 3    | —        | —     | 83       | 23       |
| Chelsea           | 2013–14           | 30        | 8         | 1        | 0    | 1        | 0        | 10       | 1    | 1        | 0     | 43       | 9        |
| Chelsea           | 2014–15           | 14        | 3         | 1        | 0    | 3        | 1        | 4        | 1    | —        | —     | 22       | 5        |
| Összesen          | Összesen          | 44        | 11        | 2        | 0    | 4        | 1        | 14       | 2    | 1        | 0     | 65       | 14       |
| VfL Wolfsburg     | 2014–15           | 14        | 1         | 4        | 0    | —        | —        | 4        | 0    | —        | —     | 22       | 1        |
| VfL Wolfsburg     | 2015–16           | 29        | 9         | 1        | 1    | —        | —        | 10       | 2    | 1        | 0     | 41       | 12       |
| Összesen          | Összesen          | 43        | 10        | 5        | 1    | —        | —        | 14       | 2    | 1        | 0     | 63       | 13       |
| Borussia Dortmund | 2016–17           | 15        | 2         | 3        | 2    | —        | —        | 6        | 1    | 1        | 0     | 25       | 5        |
| Borussia Dortmund | 2017–18           | 11        | 1         | 3        | 0    | —        | —        | 4        | 2    | 1        | 0     | 19       | 3        |
| Összesen          | Összesen          | 26        | 3         | 6        | 2    | —        | —        | 8        | 2    | 2        | 0     | 42       | 6        |
| Karrier összegzés | Karrier összegzés | 244       | 62        | 19       | 5    | 4        | 1        | 51       | 9    | 4        | 0     | 309      | 76       |

## Sikerei, díjai

### Válogatott
- Németország
  - Labdarúgó-világbajnokság:
    - Aranyérmes: 2014

  - Labdarúgó-Európa-bajnokság:
    - Bronzérmes: 2012